# Нокаут року за версією журналу «Ринг»
Нокаут року (англ. Knockout of the Year) — нагорода, якою щорічно відзначають самий видовищний нокаут у значимому боксерському поєдинку. Переможці у цій категорії нагород визначаються журналом «The Ring» з 1989 року.

## Список "Нокаутів року"

### 1989—1999
1989 -  Майкл Нанн — KO1  Сумбу Каламбай

1990 -  Террі Норріс — KO1  Джон Мугабі

1991 - Не визначався

1992 -  Морріс Іст — KO11  Хіранака Акінобу /

 Кеннеді Маккінні — KO11 ( Південна Африка) Велкам Нкіта

1993 -  Джеральд Макклеллан — TKO5  Джуліан Джексон

1994 -  Джордж Форман — KO10  Майкл Мурер

1995 -  Хуліо Сезар Васкес — KO11  Карл Деніелс

1996 -  Вілфредо Васкес — KO11  Елой Рохас

1997 -  Артуро Гатті — KO5  Габріель Руелас

1998 -  Рой Джонс — KO4  Вірджил Гілл

1999 -  Деррік Джефферсон — KO6  Моріс Гарріс

### 2000—2009
2000 -  Бен Такі — KO10  Роберто Гарсія

2001 -  Леннокс Льюїс — KO4  Хасим Рахман

2002 -  Леннокс Льюїс — KO8  Майк Тайсон

2003 -  Рікардо Хуарес — KO10  Антоніо Діас

2004 -  Антоніо Тарвер — KO2  Рой Джонс

2005 -  Аллан Грін — KO1  Джейдон Кодрінгтон

2006 -  Келвін Брок — KO6  Зурі Ловренс

2007 -  Ноніто Донер — KO5  Вік Дарчинян

2008 -  Едісон Міранда — KO3  Девід Бенкс

2009 -  Менні Пак'яо — KO2  Ріккі Гаттон

### 2010—2019
2010 -  Серхіо Габрієль Мартінес — KO2  Пол Вільямс

2011 -  Ноніто Донер — KO5  Фернандо Монтіель

2012 -  Хуан Мануель Маркес — KO6  Менні Пак'яо

2013 -  Адоніс Стівенсон — KO1  Чед Довсон

2014 -  Карл Фроч — KO8  Джордж Гровс

2015 -  Сауль Альварес — KO3  Джеймс Керкленд

2016 -  Сауль Альварес — KO6  Амір Хан

2017 -  Давід Лем'є — KO3  Кертіс Стівенс

2018 -  Іноуе Наоя — KO1  Хуан Карлос Паяно

2019 -  Деонтей Вайлдер — KO7  Луїс Ортіс

### 2020—2029
2020 -  Джервонта Девіс — KO6  Лео Санта-Крус

2021 -  Габріель Росадо — KO3  Бектемір Мелікузієв

2022 -  Лі Вуд — TKO 12  Майкл Конлен

2023 -  Накатані Юнто — KO12  Ендрю Молоні

2024 -  Денієл Дюбуа — KO5  Ентоні Джошуа